# Dziewulski (cràter)
Dziewulski és un cràter d'impacte situat a la cara oculta de la Lluna. Es troba entre els cràters Edison al nord i Popov al sud. La vora externa d'aquest cràter s'ha desgastat considerablement per impactes posteriors, particularment al llarg del quadrant sud-oest, on el cràter satèl·lit Dziewulski Q se superposa a la vora i al sòl interior. La vora nord també està fortament alterada, i diversos petits cràters jeuen al llarg de la vora sud-oriental. La plataforma interior i el terreny que l'envolta han estat regenerats per fluxos de lava.

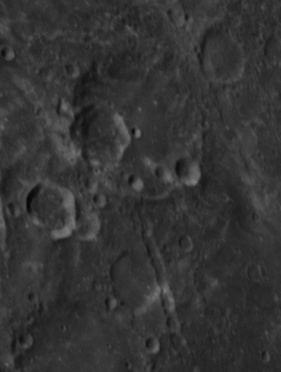
Fotografia de l'Apollo 14
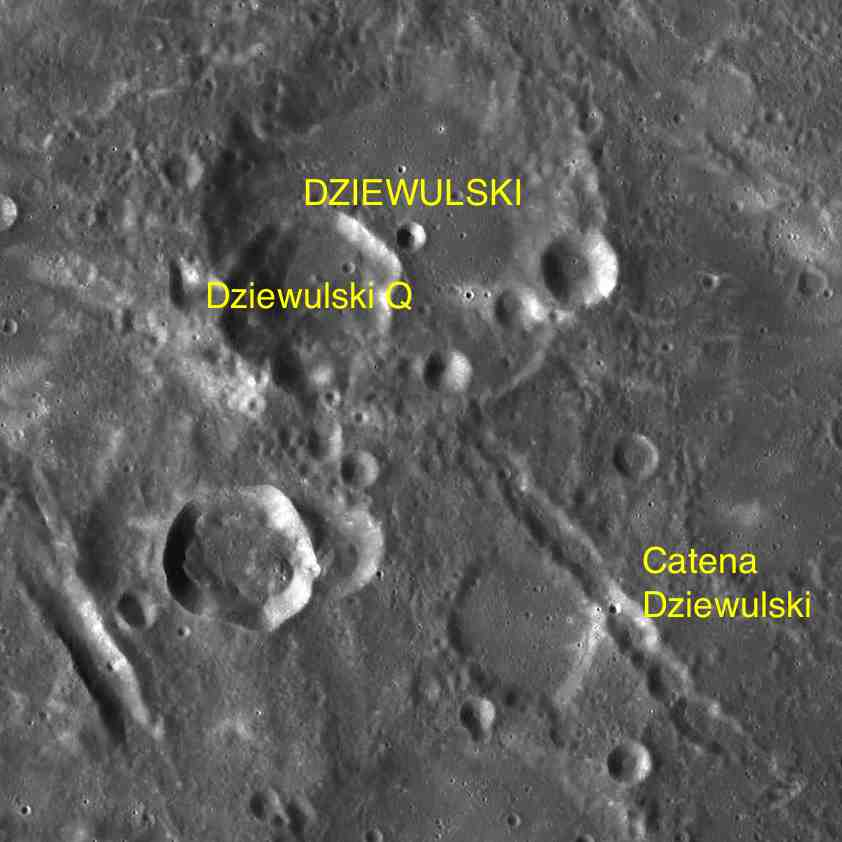
Cràters satèl·lit

Començant a l'extrem sud, una cadena de cràters configura una formació lineal, allargant-se cap al sud-est fins a assolir la latitud del centre del cràter Popov. Aquest element morfològic s'anomena Catena Dziewulski.

## Cràters satèl·lit
Per convenció aquests elements són identificats en els mapes lunars posant la lletra en el costat del punt central del cràter que està més proper a Dziewulski.
| Dziewulski | Coordenades                          | Diàmetre |
| ---------- | ------------------------------------ | -------- |
| Q          | 20° 30′ N, 98° 12′ E / 20.5°N,98.2°E | 32 km    |